# Праздники Макао
Праздники Макао, установленные Исполнительным приказом № 60/2000.
| Дата                                     | Название                                                  | Китайское название       | Португальское название                                                          |
| ---------------------------------------- | --------------------------------------------------------- | ------------------------ | ------------------------------------------------------------------------------- |
| 1 января                                 | Новый год                                                 | 元旦                     | Fraternidade Universal                                                          |
| Последний день года по лунному календарю | Канун Китайского Нового года                              | 除夕                     | Véspera do Novo Ano Lunar                                                       |
| Первый день первой луны                  | Китайский Новый год                                       | 農曆正月初一             | 1.º dia do 1.º mês do Novo Ano Lunar                                            |
| Второй день первой луны                  | Второй день Китайского Нового года                        | 農曆正月初二             | 2.º dia do 1.º mês do Novo Ano Lunar                                            |
| Третий день первой луны                  | Третий день Китайского Нового года                        | 農曆正月初三             | 3.º dia do 1.º mês do Novo Ano Lunar                                            |
| 5 апреля (4 апреля в високосном году)    | Цинмин                                                    | 清明節                   | Cheng Ming (Dia de Finados)                                                     |
| 2 дня до Пасхи                           | Великая пятница                                           | 耶穌受難日               | Morte de Cristo                                                                 |
| День перед Пасхой                        | Великая суббота                                           | 復活節前日               | Sábado de Aleluia                                                               |
| 1 мая                                    | День труда                                                | 勞動節                   | Dia do Trabalhador                                                              |
| Восьмой день четвёртой луны              | День рождения Будды                                       | 佛誕節                   | Dia do Buda                                                                     |
| Пятый день пятой луны                    | Праздник драконьих лодок                                  | 端午節                   | Tung Ng (Barco Dragão)                                                          |
| Шестнадцатый день восьмой луны           | Праздник середины осени                                   | 中秋節翌日               | Dia seguinte ao Chong Chao (Bolo Lunar)                                         |
| 1 октября                                | День образования КНР                                      | 中華人民共和國國慶       | Implantação da República Popular da China                                       |
| 2 октября                                | День после Дня образования КНР                            | 中華人民共和國國慶翌日   | Dia seguinte à Implantação da República Popular da China                        |
| Девятый день девятой луны                | Праздник двойной девятки                                  | 重陽節                   | Chong Yeong (Culto dos Antepassados)                                            |
| 2 ноября                                 | День всех усопших верных                                  | 追思節                   | Dia de Finados                                                                  |
| 8 декабря                                | Празднование непорочного зачатия Девы Марии               | 聖母無原罪瞻禮           | Imaculada Conceição                                                             |
| 20 декабря                               | День создания специального административного района Макао | 澳門特別行政區成立紀念日 | Dia Commemorativo do Estabelecimento da Região Administrativa Especial de Macau |
| 20 или 21 декабря                        | Дунчжи                                                    | 冬至                     | Solstício de Inverno                                                            |
| 24 декабря                               | Сочельник                                                 | 聖誕節前日               | Véspera de Natal                                                                |
| 25 декабря                               | Рождество Христово                                        | 聖誕節                   | Natal                                                                           |
| 31 декабря                               | Канун Нового года                                         | 元旦前夕                 | Véspera de Ano-Novo                                                             |